# John Joseph Carty

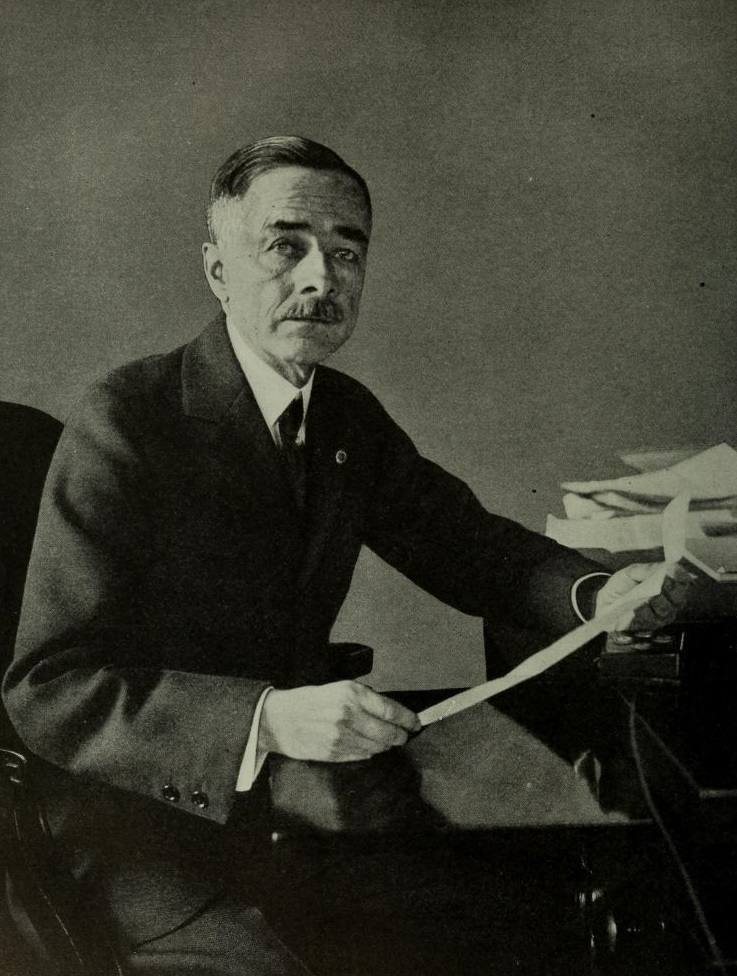
John Joseph Carty voor 1922

John Joseph Carty (Cambridge (Massachusetts), 14 april 1861 – Baltimore, 27 december 1932) was een Amerikaans elektrotechnicus en bestuurder. Hij was vooral bekend van zijn onderzoekswerk op het gebied van telefonie, en dan in het bijzonder voor AT&T.

## Biografie
Carty was het vierde kind van Henry Carty, een metaalarbeider en smeder, en Elizabeth O’Malley, beide van Ierse afkomst. Hij groeide op in zijn geboortestad en verkreeg zijn basisopleiding aan de Allston Grammar School. Voortgezet onderwijs verkreeg hij op de Cambridge Latin School, waar zijn favoriete vak natuurkunde was.

### Telefonie
Na gewerkte te hebben voor een Boston instrumentmaker kwam Carty in 1879 in dienst van de Bell Telephone Company, het bedrijf dat Alexander Graham Bell opgericht had na de uitvinding van zijn telefoon in 1876. Zijn eerst werk was in Boston, voor vijf dollar per week schakelde hij de telefoons door van abonnees, een taak die in de beginjaren van telefonie bij Bell vooral door jongens werd gedaan.
Maar al snel legde hij zich toe in het oplossen van technische problemen waar de eerste telefoonverbindingen mee kampten. Hierin liet hij zien dat hij een creatief en vindingrijk technicus was, hoewel hij geen enkele formele opleiding in die richting had gevolgd. Onder zijn toezicht werd ook de eerste telefooncentrale in Boston geïnstalleerd.
In 1887 kwam Carty aan het hoofd te staan van de kabelafdeling van Western Electric Company, een dochteronderneming van de American Bell Telephone Company, met het hoofdkwartier in New York. In de positie voerde hij belangrijke verbeteringen door in de fabricage en de aanleg van telefoniekabels. Zo zorgde een van zijn verbeteringen voor een halvering in de kostprijs van kabelfabricage. Daarnaast werden er onder zijn leiding enkele van de grootste telefoniecentrales van die periode aangelegd.

### AT&T
Twee jaar later trad hij toe tot de staf van de Metropolitan Telephone and Telegraph Company, Bells lokale telefoniebedrijf voor New York, waar hij in 1893 opklom tot hoofdtechnicus. Tot aan zijn pensionering in 1930 zou hij een leidende rol spelen bij dit bedrijf en bij diens opvolger, de American Telephone and Telegraph (AT&T) en dan vooral op het gebied van het onderzoek en de ontwikkeling van nieuwe technologieën. Zijn ambitieuze werkzaamheden zouden het pad voorbereiden van de latere oprichting van Bell Laboratories.
Nadat de Verenigde Staten betrokken raakten bij de Eerst Wereldoorlog gaf Carty de Amerikaans strijdkrachten assistentie in technische zaken. In 1917 trad hij toe tot het Army Signal Corps als majoor bij de reservetroepen. Voor zijn militaire bijdragen ontving hij van generaal John Pershing de Distinguished Service Medal en het Franse Legioen van Eer.
In 1919 trok hij zich terug als hoofdtechnicus om als vicepresident leiding te geven aan AT&T's Department of Development and Research. Na de officiële oprichting van de Bell Telephone Laboratories in 1925 werd Carty aangesteld als de eerste bestuursvoorzitter.

### Persoonlijk
Carty huwde op 8 augustus 1891 Marion Mount Russell en samen kregen ze één zoon, John Russell. In 1930 ging hij zowel bij AT&T als bij Bell Laboratories met pension. Hij overleed op 71-jarige leeftijd in Baltimore en werd begraven op Arlington National Cemetery.

## Erkenning
Carty verkreeg vierentwintig octrooien. Hij was een actief lid van onder ander de Society for the Promotion of Engineering Education, de Society for the Promotion of Industrial Education, de American Institute of Electrical Engineers (AIEE nu IEEE), the New York Electrical Society en de Society of Arts.
Gedurende zijn leven mocht Carty diverse prijzen en belangrijke onderscheidingen voor zijn werk in ontvangst nemen, waaronder onder de Edward Longstreth Medal of Merit (1903) en de Franklin Medal (1916) van het Franklin Institute en van de AIEE (de latere IEEE) de IEEE Edison Medal (1917) en de John Fritz Medal (1928). De keizer van Japen decoreerde hem met de Order of the Rising Sun (1909) en met de Imperial Order of the Sacred Treasure (1912). Van de National Academy of Sciences ontving hij de naar hem vernoemde Carty Medal in 1932.